# 배틀필드: 카르발라 전투
《배틀필드: 카르발라 전투》(Karbala)는 폴란드에서 제작된 크리츠토프 루카체비츠 감독의 2015년 드라마, 전쟁 영화이다. 바르트로미예 토파 등이 주연으로 출연하였다.

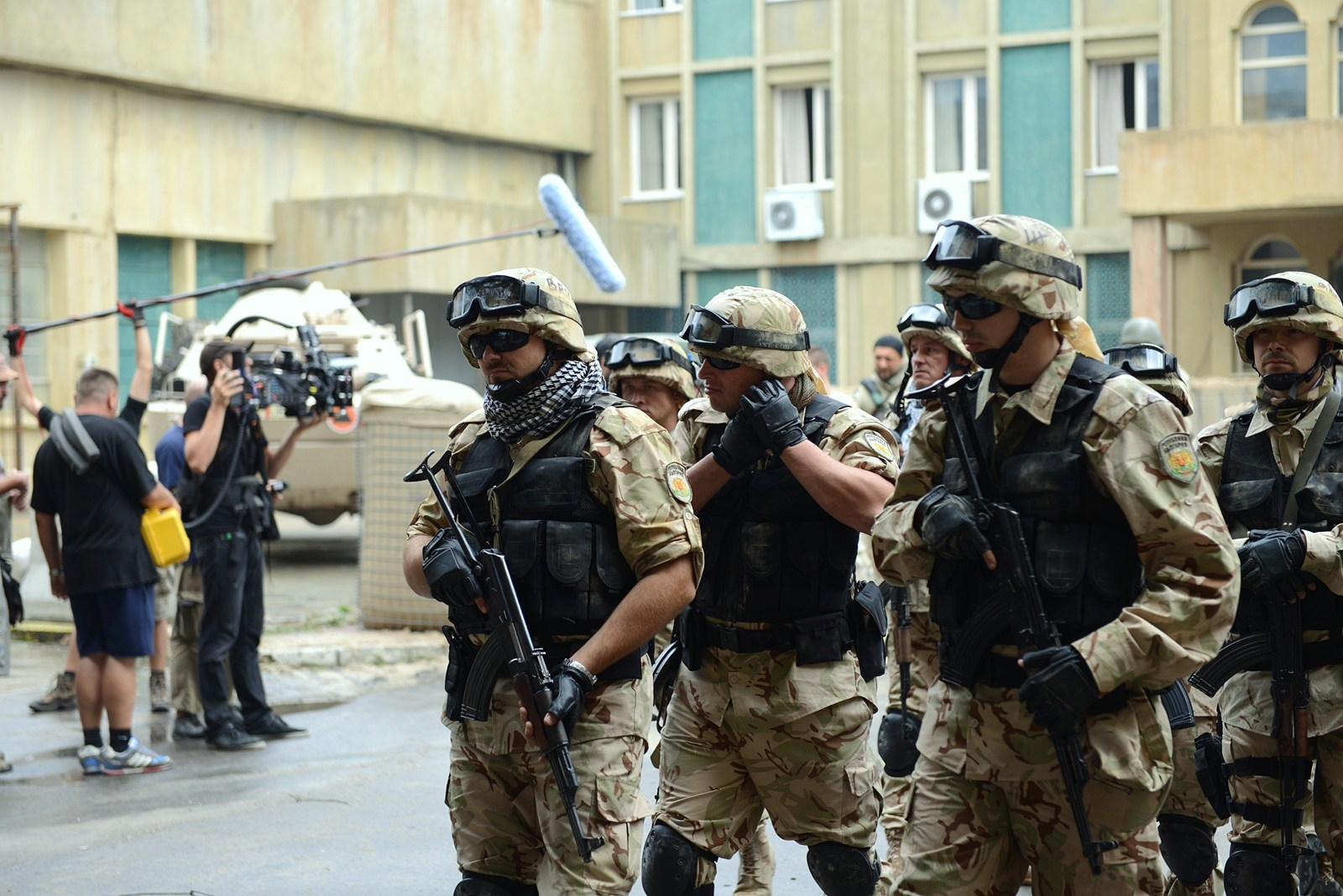

## 출연

### 주연
- 바르트로미예 토파
- 레스젝 리초타
- 미셀 주라우스키